# Ogna da Pardiala
Die Ogna da Pardiala (rätoromanisch im Idiom Sursilvan für Wiesenau) ist eine Auenlandschaft von nationaler Bedeutung zwischen Tavanasa und Rueun in der Surselva im schweizerischen Kanton Graubünden.

## Lage
Das dreieinhalb Kilometer lange und rund 100 Hektar grosse Schutzgebiet liegt auf einer Höhe von 740 m ü. M. auf der rechten Seite des Vorderrheins zwischen dem Fluss und dem Geleise der Rhätischen Bahn. Es ist nach dem Schweizerischen Nationalpark das flächengrösste Naturschutzgebiet des Kantons.
Die Ogna da Pardiala sind Reste der früher weit verbreiteten Auen in der Talsohle. Durch Uferverbauungen und Trockenlegung liegen die Auen nicht mehr im Überschwemmungsgebiet des Rheins. Einzelne Gebiete werden vor allem im Frühling durch Seitenbäche überflutet.

## Nutzung
Im Gebiet der Ogna da Pardiala findet eine abgestufte Nutzung statt; von intensiver Viehweide bis zu Flächen, wo Eingriffe nur zur Erhaltung des Schutzzieles erlaubt sind. Der grösste Teil der Fläche wird traditionell und ohne Düngung beweidet. Zur Vergrösserung der Wasserflächen wurden zusätzliche Gewässer angelegt.

## Flora
Im Mündungsgebiet des Valaterbaches liegt eine typische Bachau mit Weiden und Grau-Erlen, schwarzem Holunder und Traubenkirschen. An Altwasserarmen und Teichen gedeihen Röhricht und Seggen. Auf beweideten Kiesflächen wächst Trockenrasen mit rund 40 Pflanzenarten.

## Fauna
Die Ogna da Pardiala bietet Brutplätze für zahlreiche Wasservögel und Lebensraum für Durchzügler. Darunter sind Eisvogel, Sumpfrohrsänger, Flussuferläufer, Wasseramsel und Bekassine. Seltene Singvogelarten wie Neuntöter, Wiedehopf, Braunkehlchen und Grasmücken wurden gesichtet. Die stehenden Gewässer sind Laichplatz für zahlreiche Amphibien wie Bergmolch, Grasfrosch und Erdkröte. Die Auen sind ein wichtiger Lebensraum für verschiedene Eidechsen, Schlangen und kleinere Säugetiere.

## Bilder

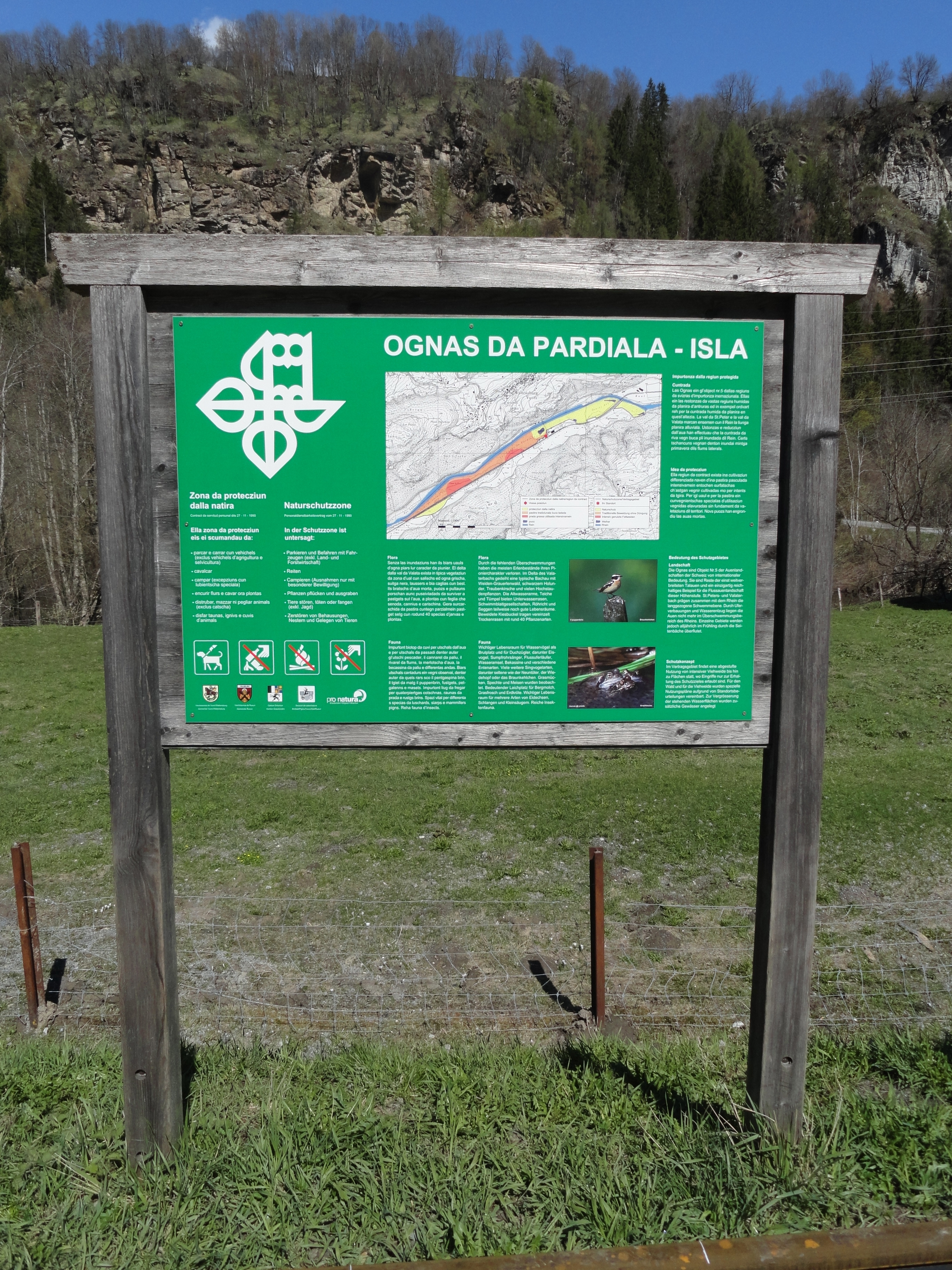
Infotafel beim Bahnhof Waltensburg
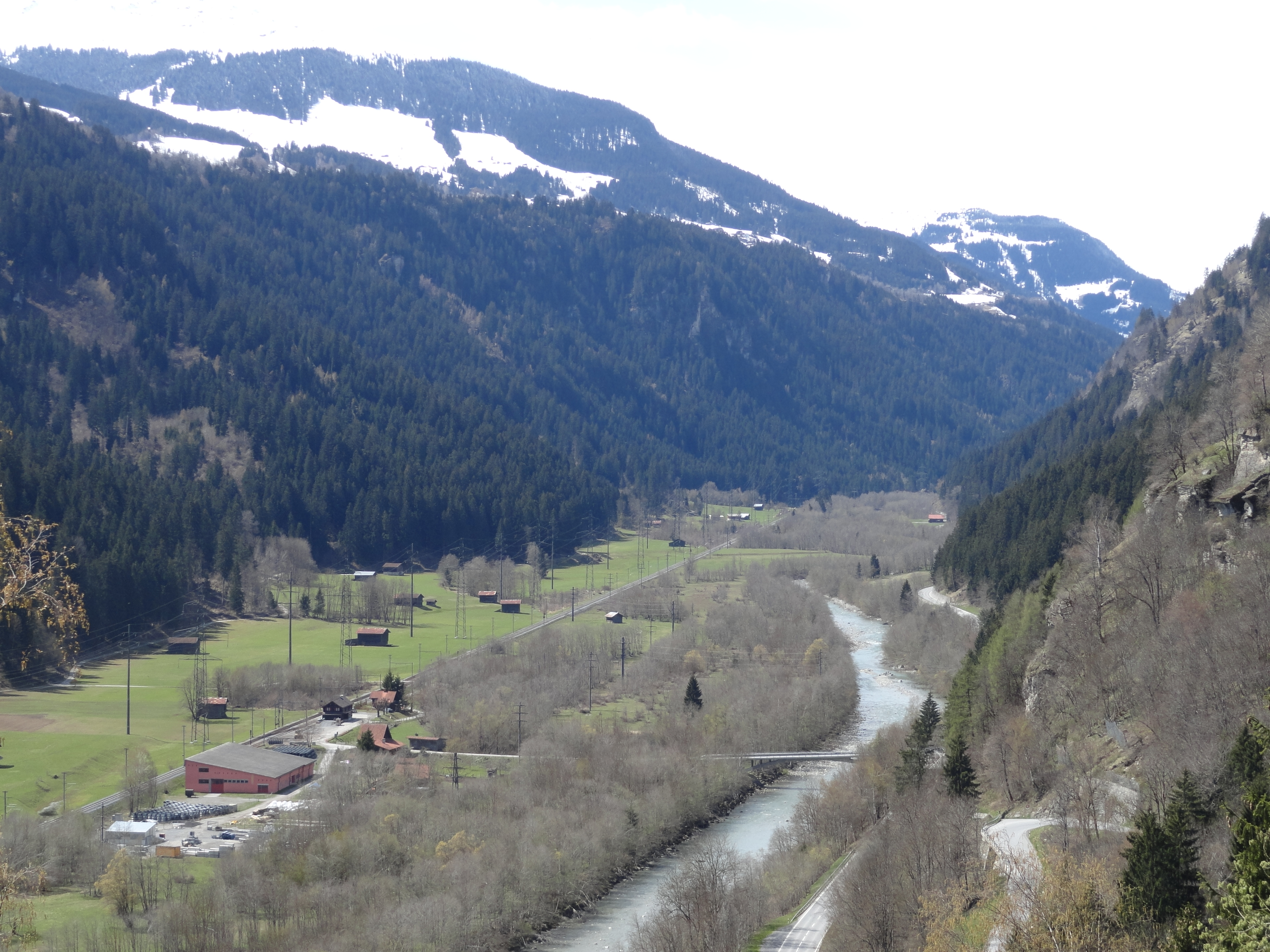
Die Ogna da Pardiala links des Vorderrheins. Blick talaufwärts.
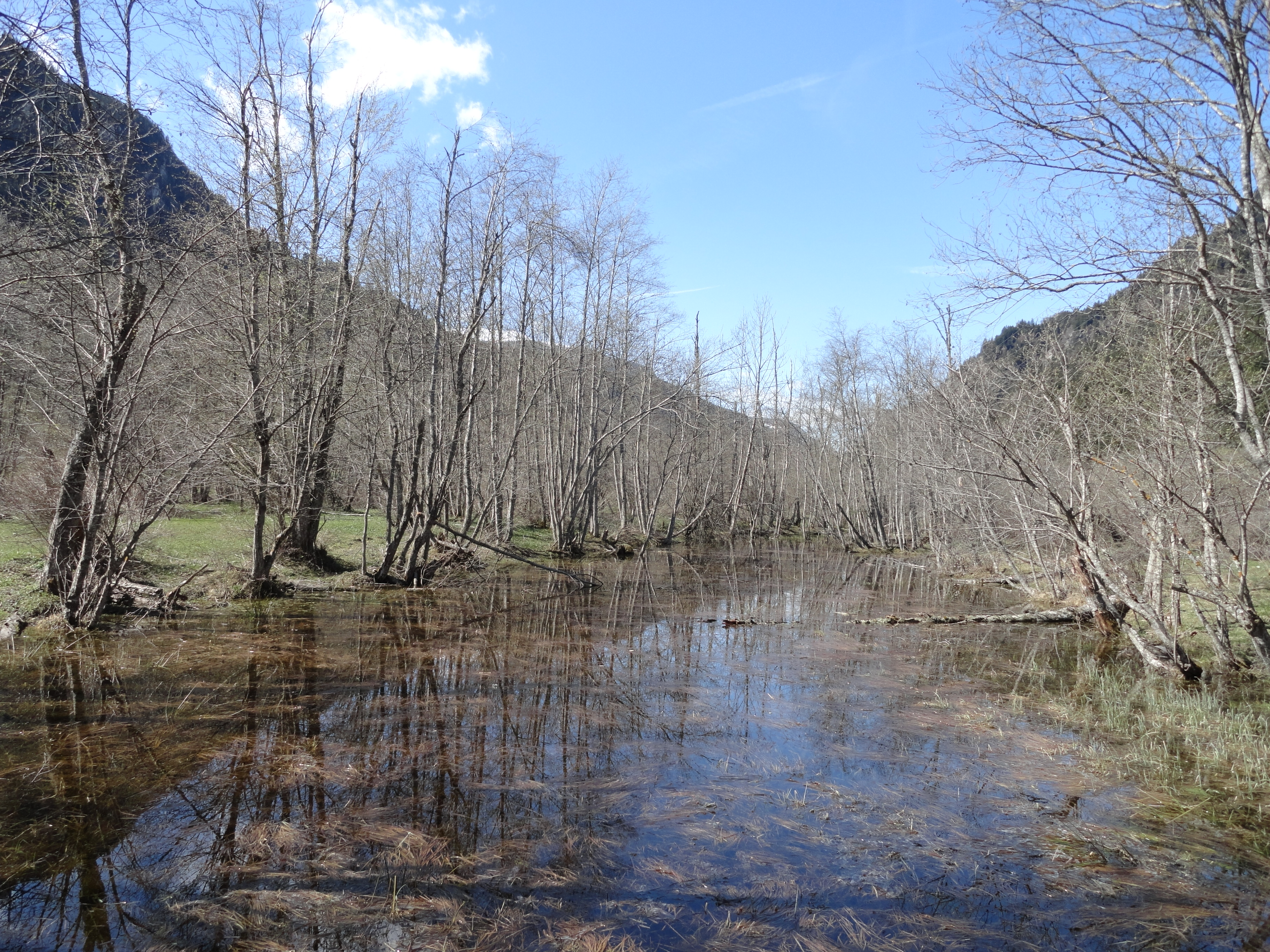
Blick nach Westen
Der frei fliessende Rhein und die Flussauen auf der Siegfriedkarte, um 1900